# 桜井由香理
桜井 由香理（さくらい ゆかり、1977年1月28日 - ）は日本のアイドル、ラジオパーソナリティ、元グラビアアイドル。

## 略歴
1995年に明治大学学園祭マスコットガールとしてデビュー。1995年から1996年にかけて、「ヤングジャンプ」、「ヤングマガジン」、「ヤングサンデー」などでグラビアアイドルとしても活動していた。
1995年には「きけ、わだつみの声 Last Friends」で映画デビューを果たしたが、他に女優としての活動はほとんど見られず、1997年以降はラジオを中心に活躍している。
2008年9月に所属事務所タレント欄よりプロフィールが消え、フリーになった。

## 出演

### バラエティ
- 15-0（フィフティーンラブ）（BS朝日）

### その他のテレビ番組
- MPTV（スカイパーフェクTV）
- DAM info-DEX（スカイパーフェクTV）
- インターネットHOT!（テレビ東京）
- BEST HIT 19××（第一興商スターカラオケ）
- バトル&オーディション（2006年4月 - 、第一興商スターカラオケ）

### 映画
- きけ、わだつみの声 Last Friends（1995年） - 宮内ノブエ 役

### オリジナルビデオ
- 下宿へ行こう - 高橋久美子 役

### ラジオ
- 桜井由香理の恋する乙女の物語（1996年 - 1998年）
- ゆかりんとみきぴんのなんでも探偵団!（1997年 - 1999年）
- 桜井由香理のりん・りん・りん
- 桜井由香理のアドリブで行こう
- ゆかりんとりのりんのなんでも探偵団!
- ゆかりんとえりりんのなんでも探偵団!
- 桜井由香理と仲さやかのLOVEパワーさくれつ大作戦!
- 桜井由香理と仲さやかのアニマルパワーさくれつ大暴走!
- ゆかりんのサクラ咲いたよ…
- 桜井由香理と金田美香の年中夢中チュ!チュ!チュ!
- 桜井由香理のアイドル探偵団!!
- 桜井由香理の15-0
- 桜井由香理と愉快なシンデレラ
- 桜井由香理と鈴木葉月のラッキー!ハッピー!ウッキッキー!

### CM
- 第四銀行「がん診断給付金特約付住宅ローン」
- ダイドードリンコ「ダイドーブレンドコーヒー」
- トヨタ自動車「ヴィッツ ポルテ物語篇」
- トヨタ自動車「ポルテ 夫婦篇」
- バンダイ「Let's! TV プレイ 今日はカブトだ!篇」
- 港北天然温泉「スパ ガーディッシュ」

### インターネットテレビ
- 長谷川迷人のホビーチャンネル（2006年1月 - 2007年9月）

## 書籍

### 雑誌連載
- ジャパンカート（イーステージ）